# 拉莫尔莱
拉莫尔莱（法語：Lamorlaye，法語發音：[la mɔʁlɛ]）是法国瓦兹省的一个市镇，属于桑利斯区。

## 地理
拉莫尔莱（49°9'18"N, 2°26'27"E）面积15.34 平方千米，位于法国上法蘭西大區瓦兹省，该省份为法国北部内陆省份，北起索姆省，西接厄尔省和滨海塞纳省，南至塞纳-马恩省和瓦兹河谷省，东临埃纳省。
与拉莫尔莱接壤的市镇（或旧市镇、城区）包括：古维约、瓦兹河畔博朗、尚蒂伊、夸拉福雷、瓦兹河畔阿涅尔。

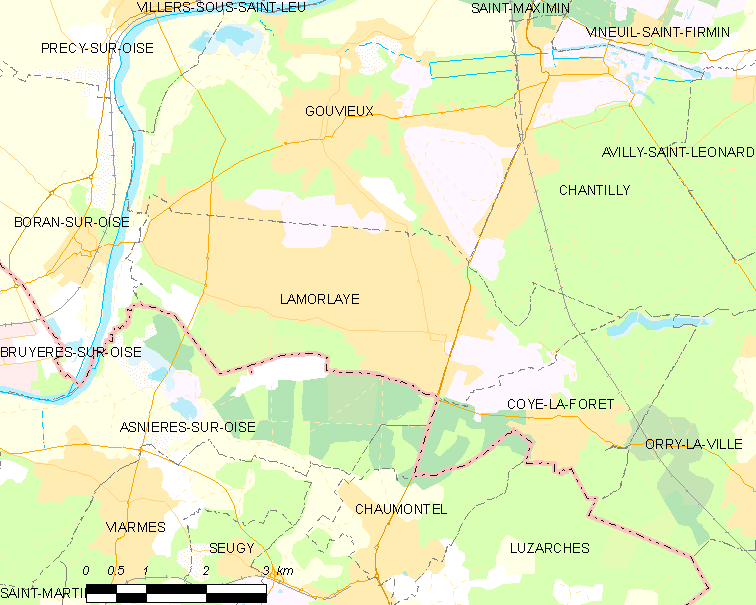
拉莫尔莱的OSM定位图

拉莫尔莱的时区为UTC+01:00、UTC+02:00（夏令时）。

## 行政
拉莫尔莱的邮政编码为60260，INSEE市镇编码为60346。

## 政治
拉莫尔莱所属的省级选区为尚蒂伊县。

## 人口

1962-2008年间拉莫尔莱人口变化图示

拉莫尔莱于2022年1月1日时的人口数量为9097人。